# 下北沢
本記事では「地域として 世田谷区 下北沢」・「町名として 世田谷区北沢」両者について記述する。

## 地域として 世田谷区下北沢

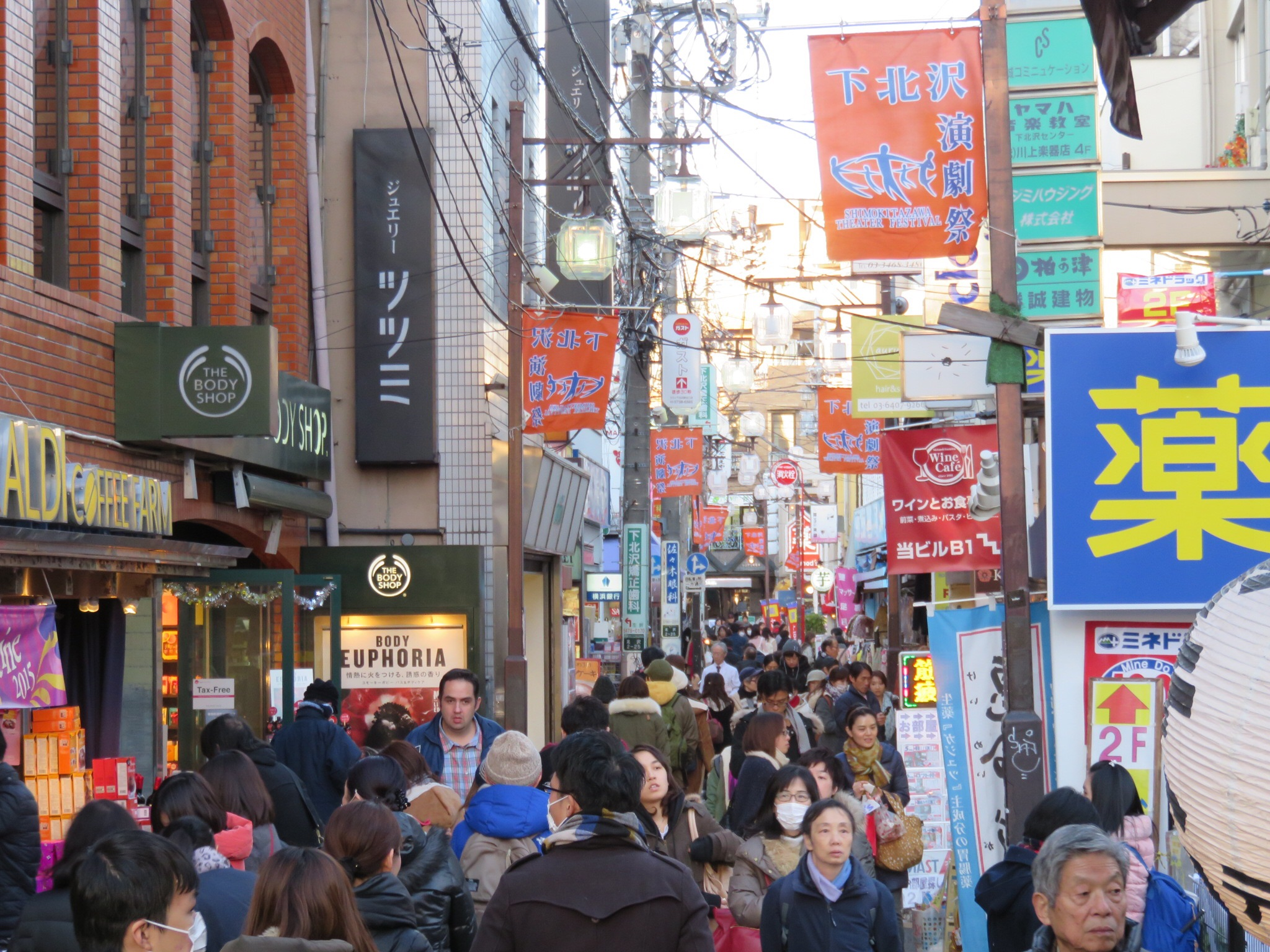
下北沢

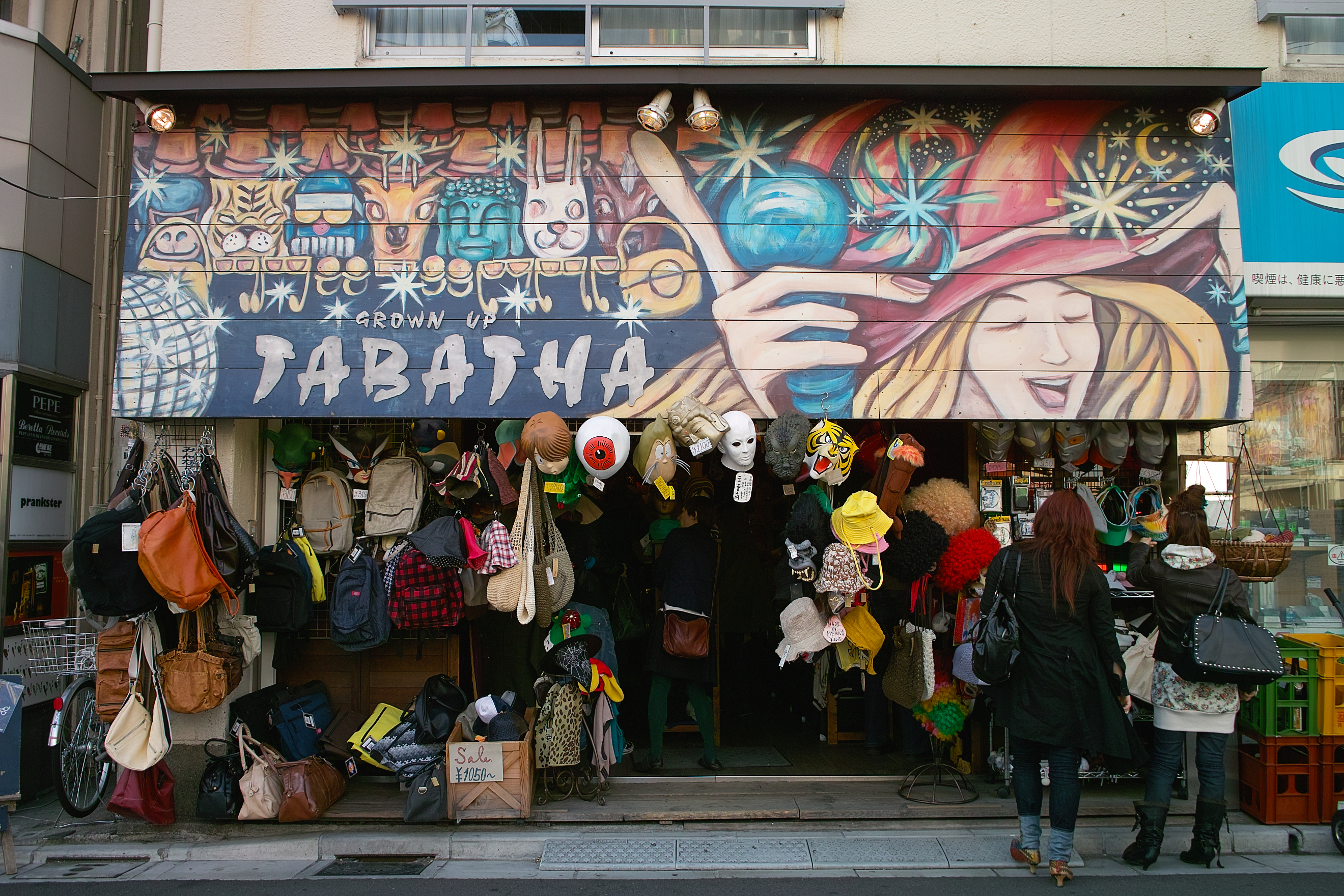
ファッション店

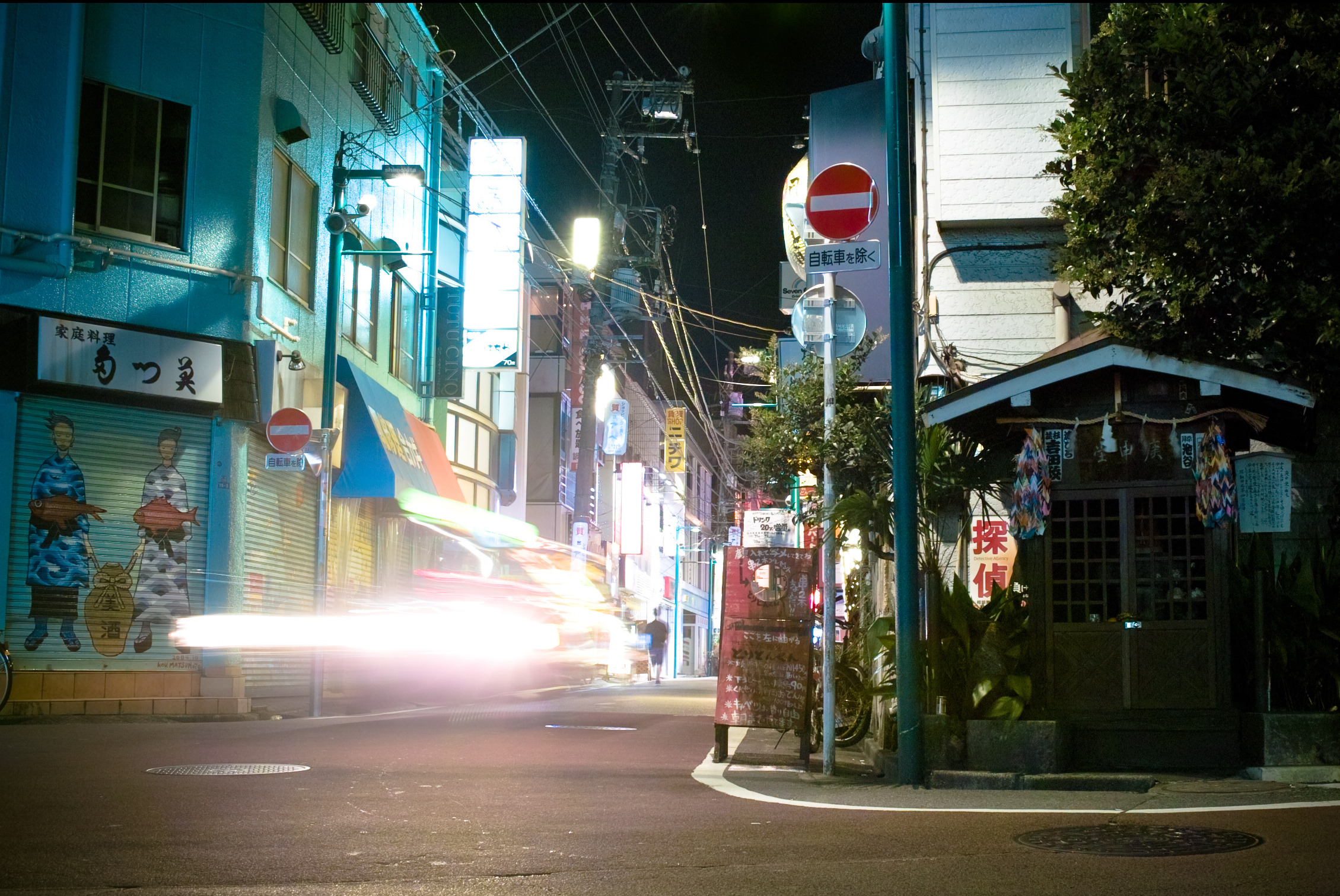
下北沢の神社

下北沢（しもきたざわ）は、東京都世田谷区の北東部に位置する下北沢駅周辺の通称。サブカルチャーをはじめとした繁華街である。略称は下北（しもきた）。
概ね同区北沢地域全体と代沢の一部辺りを含む下北沢村（東京府荏原郡）がかつて存在した。
現行町名は、北沢と代沢地域を指す。代沢に含まれる部分については、代沢も参照のこと。

## 概要・地理
下北沢駅は鉄道で繁華街の新宿、渋谷と乗り換えなしで短時間で往来できる。このため駅周辺には個性的な古着屋や飲食店、ライブハウスが集積している。下北沢は、テレビや雑誌などで吉祥寺、三軒茶屋、自由が丘、中目黒、代官山などと並んで「若者の街」「古着屋の街」「ファッションの街」「サブカルチャーの街」と紹介されている。また、本多劇場を中心として多くの小劇場が立ち並び、「演劇の街」としても知られる。新しい店舗の多くは最近のメディアなどで集まる客を相手にする一方で、昔ながらの店舗も残り、新旧が混在している街である。国士舘大学世田谷・梅ヶ丘キャンパス、明治大学和泉キャンパス、東京大学駒場キャンパスなどが近いため、学生の訪問も多い。
北に渋谷区笹塚、幡ヶ谷、東に同区大山、上原、目黒区駒場、南に世田谷区池尻、太子堂、西に同区代田、大原に接する。
河川は北沢川が西から東に流れ、さらに北沢川に合流するいくつかの小川・水路等が一部で起伏のある地形を形成し、下北沢駅は「支流」が形成する谷に位置している。下北沢のほとんどが北沢川の流域に当たる（参考：東京都都市整備局『目黒川流域豪雨対策計画』他）。他に、玉川上水の水路が笹塚との境界付近を概ね北西から幡ヶ谷方面に向けて通る。ただ、これらの河川等は昭和時代までにほぼ暗渠化され、遊歩道の敷地などとなっている。さらにかつては、当地区北部で三田用水が玉川上水から分水され、大山町、上原との境界に沿って流れていたが、暗渠化の後に廃止されている（参考：旧版地図、他）。玉川上水の水路は現在ほぼ暗渠化され、遊歩道として整備されている。
池ノ上駅や東北沢駅は、谷に狭まれた台地状の地形に位置する。なお、この起伏は井の頭線の車窓からもよく見える。
メディアで取り上げられ続けている下北沢駅前のイメージが強いが、それ以外の東北沢・池ノ上の両駅前などに近隣商業又は路線商業地域が形成されているものの、それ以外は概ね住宅地で、中小規模の共同住宅、木造等の戸建住宅が多い。京王井の頭線及び小田急線の利用で渋谷・新宿へ十数分でアクセスでき、利便性が高い。かつては佐藤栄作-竹下登邸（代沢）もあった閑静な住宅地の区域もある。

## 交通 (下北沢)
鉄道は、下北沢駅（小田急小田原線・京王井の頭線）の他に、東北沢駅（小田急小田原線）、池ノ上駅（京王井の頭線、代沢に所在）が設けられている。
道路は、茶沢通りの他に東京都道420号鮫洲大山線や井の頭通りが通るものの、自動車は元より、休日には自転車の相互通行もままならない様な幅員2m程度の狭小路地が多く、下北沢駅前の商店街などではそれら狭小路による安全上の問題が指摘されている。

### 下北沢駅前の商店街

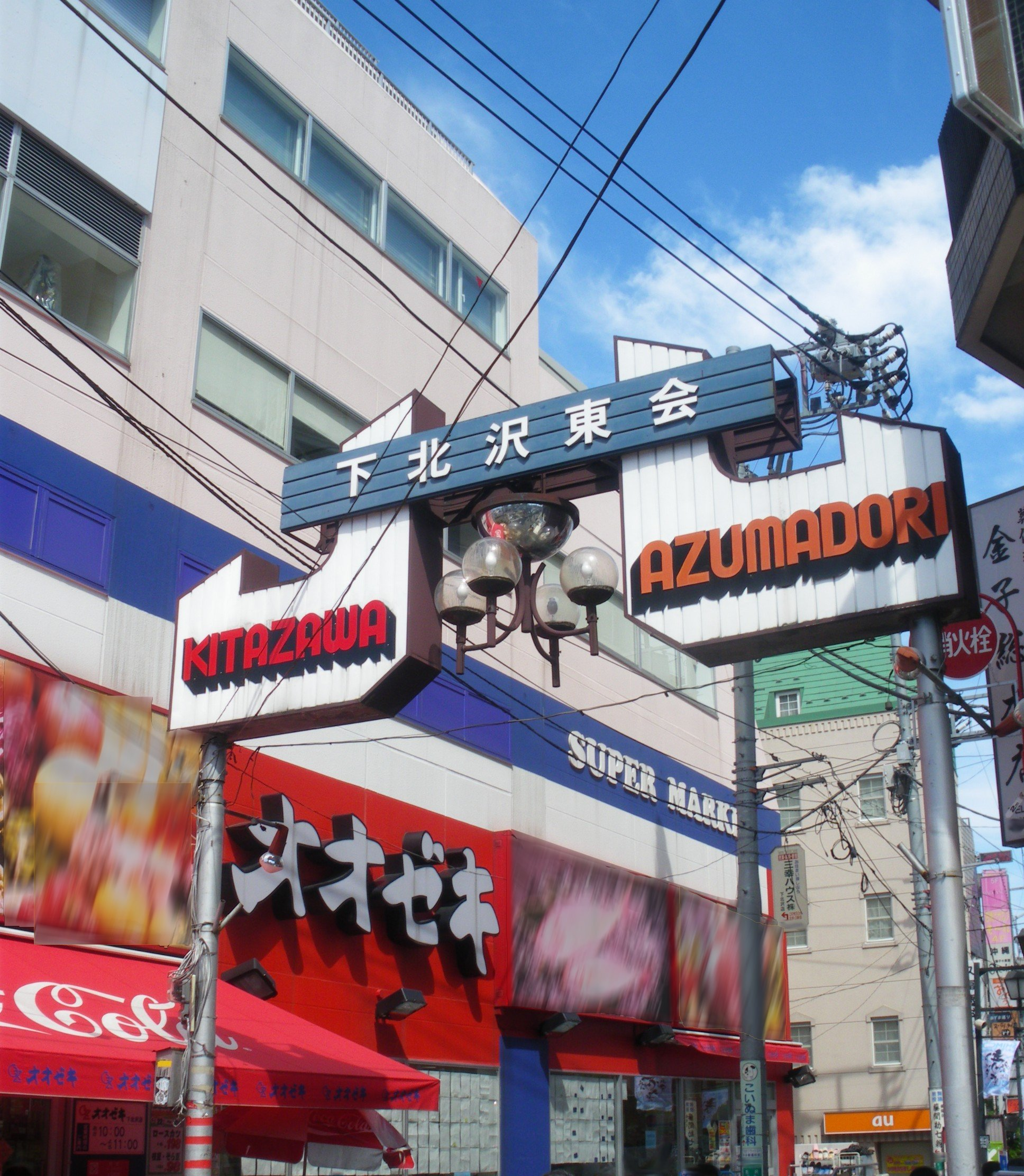
下北沢あずま通り（下北沢東会）

下北沢駅は小高い丘を挟んで位置し、駅南側は低く、駅西側は高い位置にあり、狭隘な街路が入り組んでいる。こうした地域特性から、周辺住民を対象とした雑貨屋、古着屋、生地屋などが古くから存在し、「コットン・タウン」と呼ばれ脚光を浴びた時期もある。いくつかの店舗名にコットンを付けたものがあることで当時の名残りが偲ばれる。
また、北口の駅前には「下北沢北口駅前食品市場」という小規模な小売店が集まる一角が2017年9月まであった。1948年頃から駅前に集まった店が、トタン屋根の下で市場を形成し始めた。最盛期の1970年頃には約70店が営業していた。
商業地域は、それより前からある小田急線の線路で概ね区分される状態で、複数の商店街組織がある。下北沢駅の改築により2019年以降、改札・出入口名称としての「北口」「南口」は消滅したものの、商店街名や店名に呼称が残存している。
- 下北沢一番街
- しもきた商店街
- 下北沢東会
- 下北沢南口商店街
- 下北沢南口ピュアロード新栄商店会
- 代沢通り共栄会

街並みの状態や、下北沢に警察署がないこと（交番はある）などが、かえって商店街レベルでの防犯への危機感につながってきている面もある。パチンコ店や北沢八幡宮例大祭での露店からの暴力団排除、近年では、落書き消去・防止の活動に力を入れている商店街もある。落書き消去は、東京周辺などの他地域の商店街からも注目され、度々報道でも取り上げられている（参考：『平成4年警察白書』、北澤八幡神社他）。

### 地価
住宅地の地価は、2025年（令和7年）1月1日の公示地価によれば、北沢1-24-15の地点で91万4000円/m2となっている。

## 歴史
元々、この地域は武蔵国および東京府の荏原郡下北沢村であり、世田ヶ谷町への合併を経て世田谷区北沢・代沢になった。概ね現在の北沢一丁目から五丁目および代沢二・三・五丁目ならびに四丁目の北東部および代田五・六丁目の東側のごく一部が、旧下北沢村に該当する。
なお、代沢には、下北沢=旧北沢の一部以外に、代田の飛び地「下代田」等（概ね現：四丁目の一部、一丁目に相当）が編入された（「代沢」の地名はこれらに由来する）。
元々の中心は現在の代沢三・五丁目付近、北沢八幡宮、森巖寺、淡島神社分社や代沢小学校のある辺りであり、明治時代の旧版地図5万分1図名:東京西南部明治45年縮図には「下北澤本村」の文字が見られる。現在も茶沢通り沿いに商業地域が形成されている。村の開墾時代についても含めた詳細は「代沢」「北澤八幡神社」を参照。
起伏のある地形からか、「山谷」の付く字がいくつか見られた（参考：旧版地図5万分1図名:東京西南部明治45年縮図）。
1927年の下北沢駅開業後、元々は水田地域であった同駅周辺（物理的中心に近いが）に商業地が形成され、地域の重心が移って行った。他の部分の宅地化は、帝都線（現：井の頭線）開通、池ノ上などの集落の形成を経て、急速に進んでいった。この急速な宅地化に街路など公共スペースの整備が追いつかずに狭小な街路が目立つ街並みとなり、宅地化後は全体的に大きな変化はなく推移してきた。
宅地化の進む過程で、企業が厚生施設や研修所などを設ける例も散見されたが、近年、急速にこれらの施設の廃止が進んでいる。
1991年4月、世田谷区に5総合支所がオープンし、下北沢には北沢総合支所（舞台芸術に対応した設備のある北沢タウンホール）が設置され、世田谷区北沢地域の中心となっている。

## 下北沢の大規模再開発
2019年、小田急電鉄は下北沢駅を中核に世田谷代田駅から東北沢駅までの地下工事を実施、それによって出来た全長約1.7kmの線路跡地において、「下北線路街」再開発が行われ賑わっている。
- 小田急線の下北沢駅から地上に上がると、新駅舎内の複合商業施設「シモキタエキウエ」が目の前に広がる。2019年11月に開業し、コンセプトは「UP！（シモキタアガル）」。楽しさや利便性だけでなく、駅の利用客の気分がアガることを目指していて、駅2階を中心に飲食店や雑貨店などが勢揃いしている。
- 下北沢駅には、小田急線と交差するように、京王井の頭線が通る。その高架下には商業施設「ミカン下北」も開業。「ミカン」の名称は「未完」に由来しており、5つの街区で構成されている。
- 下北沢駅から東北沢駅方向へと進むと、「下北線路街空き地」が広がり、商業施設「reload（リロード）」へと入る。個性豊かな個店街をテーマにした低層分棟形式。路地を散策しながらショッピングを楽しむことができる。そして多目的エンターテイメントスペース「ADRIFT」、東北沢駅へとつながっていく。
- 下北沢駅へ戻り、南西口を出た左手側に見えるのが、2022年1月に誕生した複合施設「(tefu)lounge 下北沢」。まちのラウンジをコンセプトに、仕事や勉強、ティータイムなど様々なシーンで利用できる。デスクやソファ、シェアテーブル、ブースなどが用意されたカフェ&ラウンジもある。また、ミニシアター「シモキタ-エキマエ-シネマ K2」では、多種多様な映画作品を提供している。[8]
- さらに南西へ進むと緑の空間「ののはら」が広がる。下北沢に緑を増やすことを目的に世田谷区と小田急電鉄が供に整備してきたエリアで、植樹を通じて木々を育てていく「木立エリア」、草花や木々に囲まれのんびりと自由に過ごせる「原っぱエリア」、土づくりや苗木の育成をする「圃場エリア」で構成されている。ののはらや(tefu)loungeなどの施設からなるエリア一体は「NANSEI PLUS（ナンセイプラス）」と呼ばれている。[9]

再開発エリアを紹介

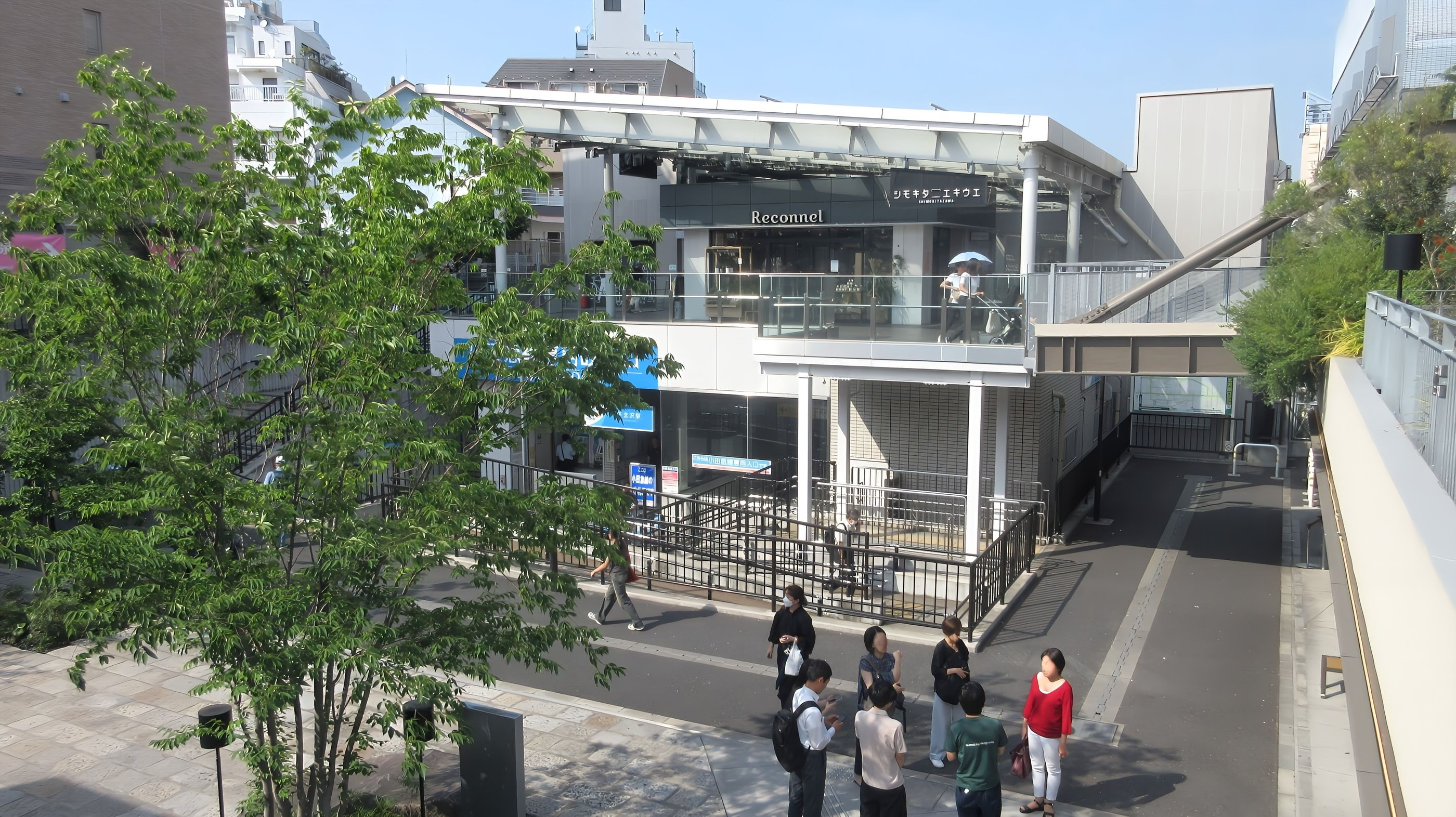
下北沢駅の南西口
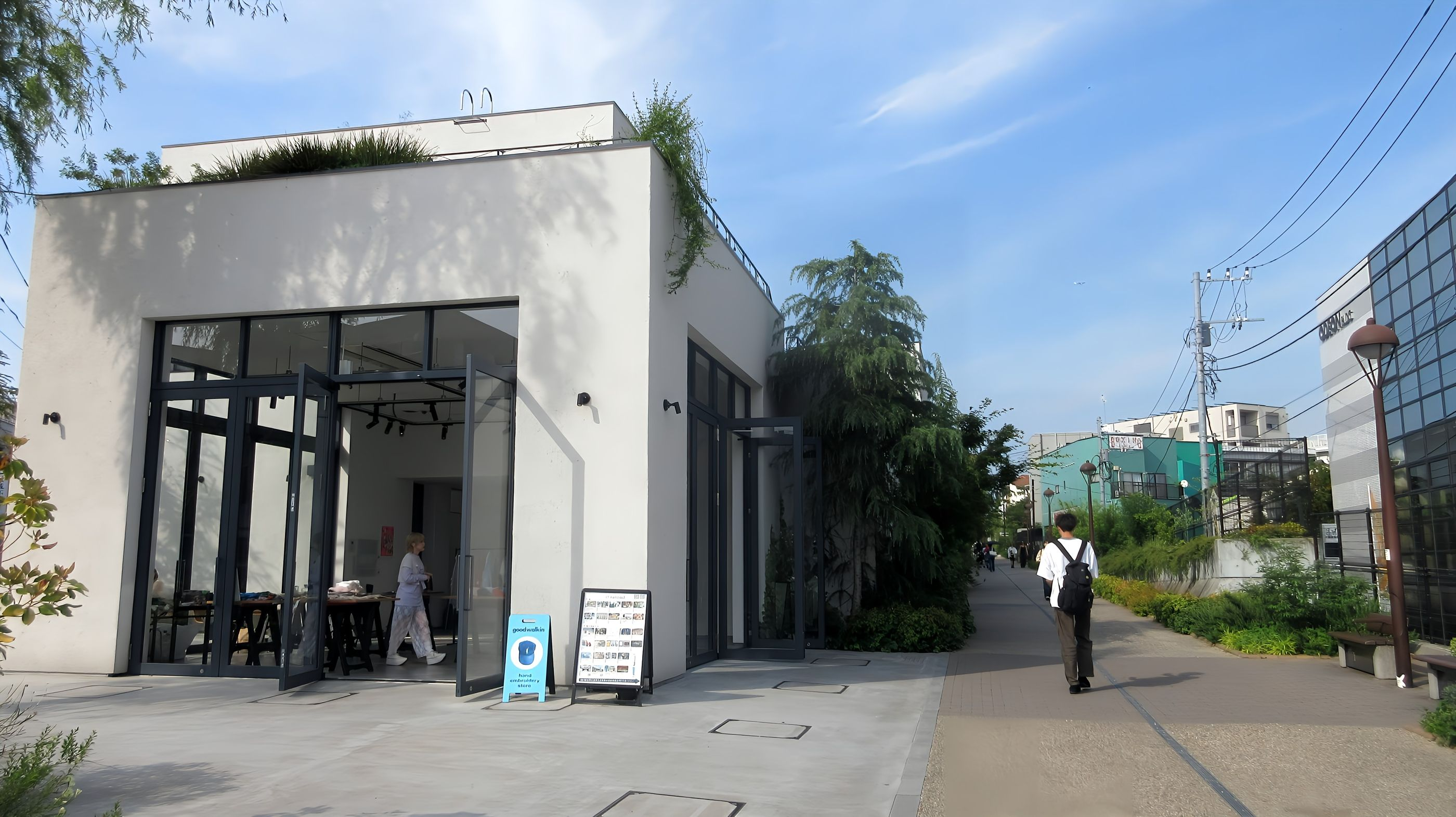
商業施設「reload（リロード）」
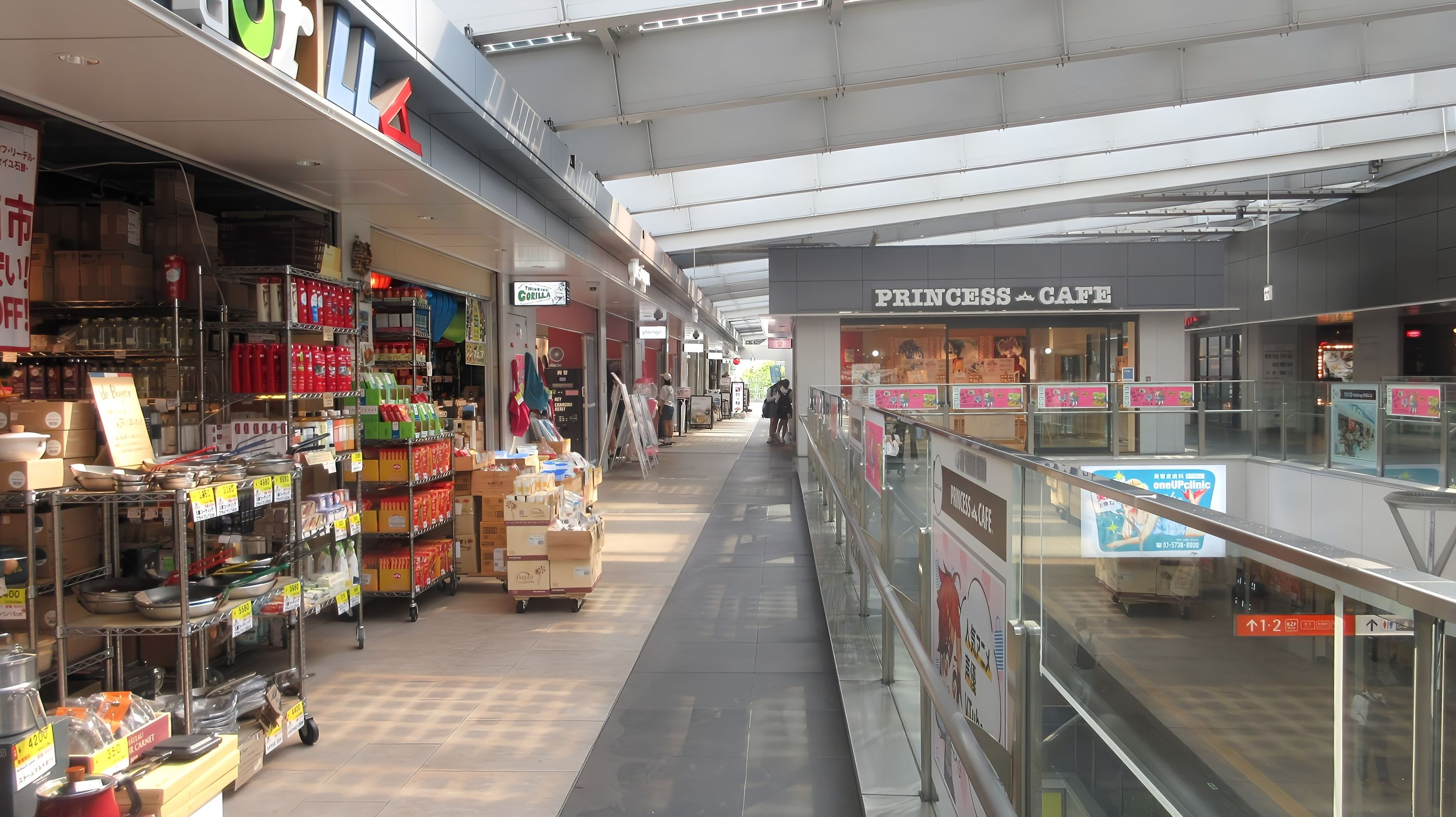
シモキタ エキウエ(東側)
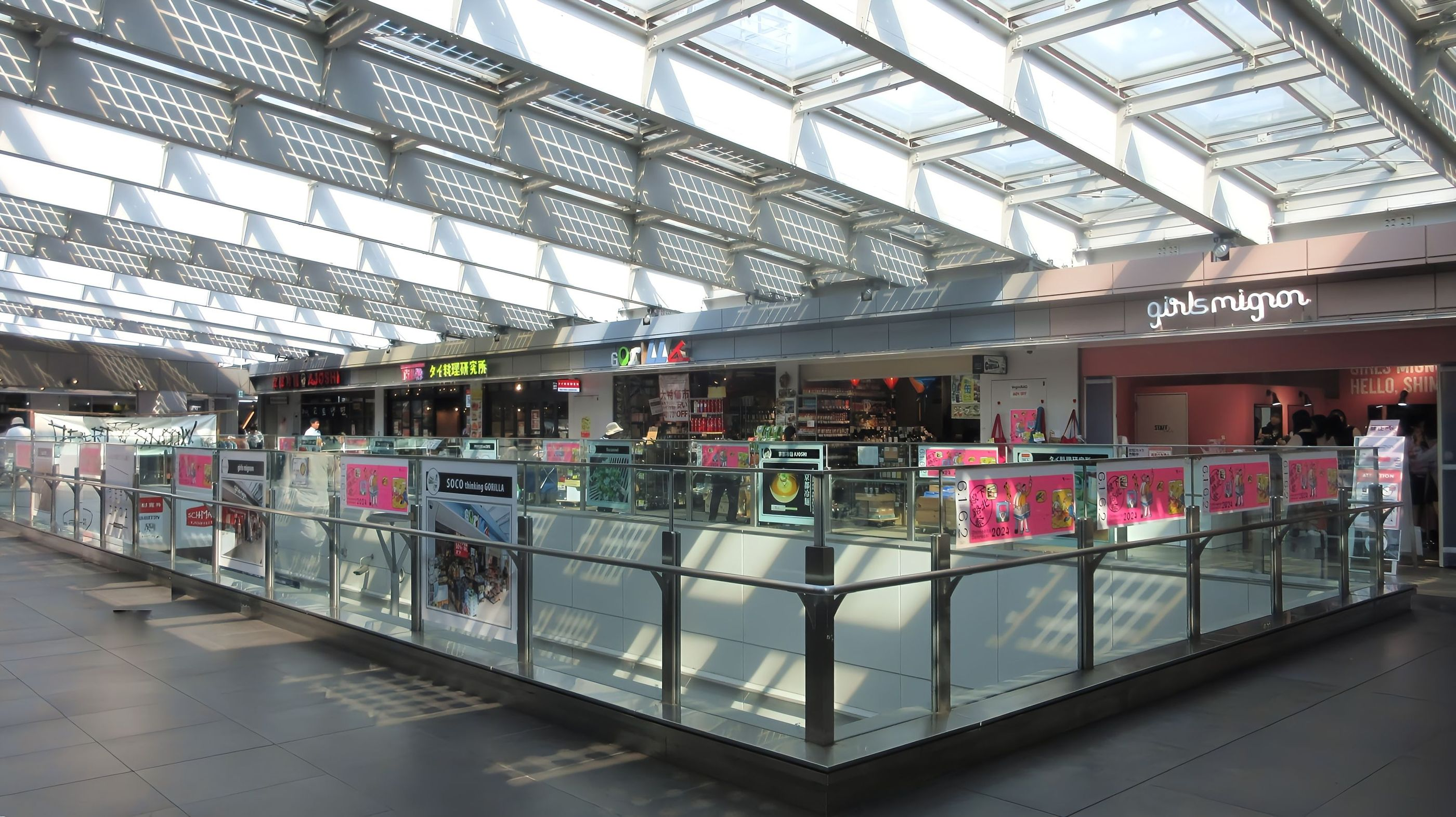
シモキタ エキウエ(南西側)
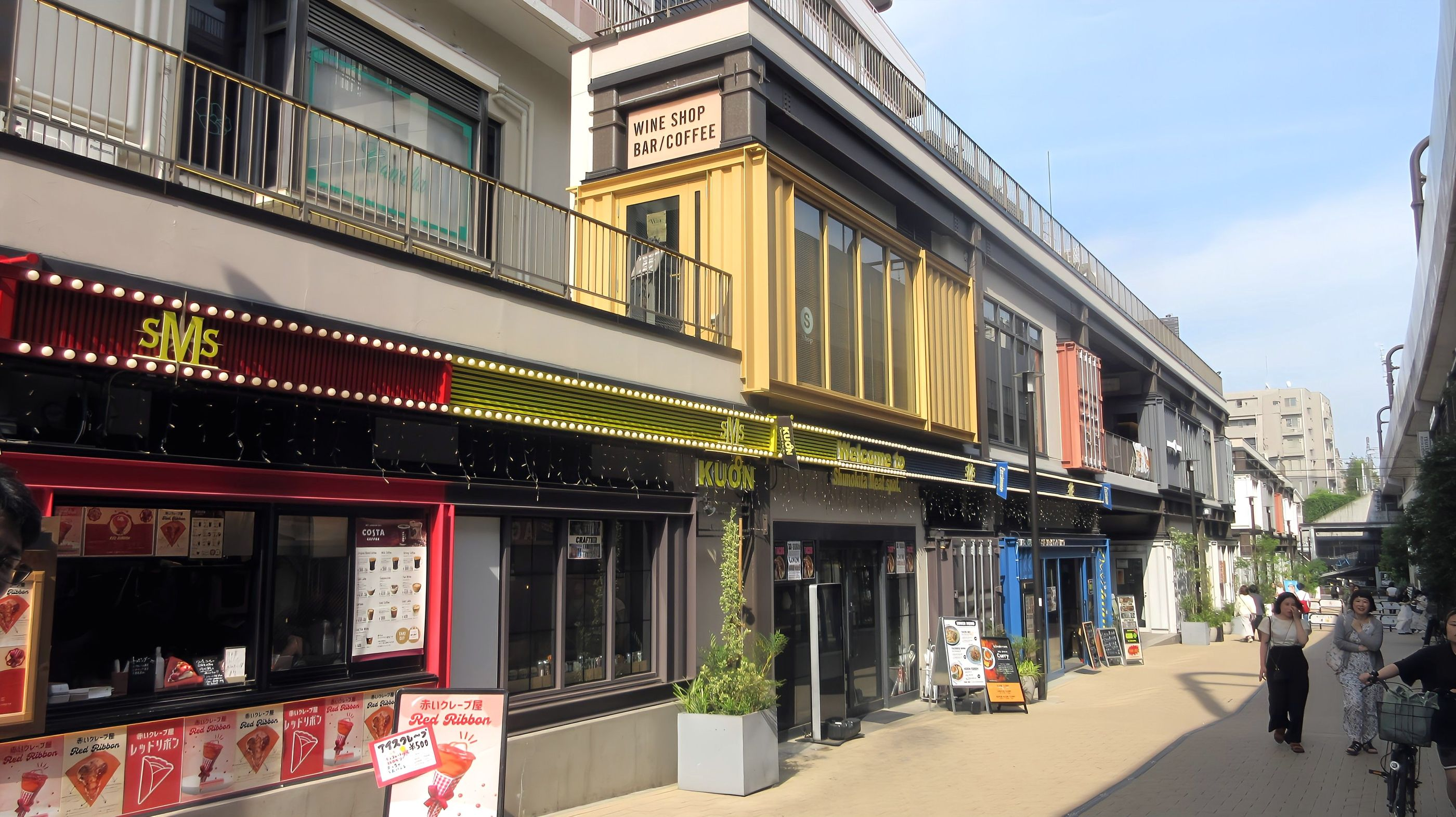
商業施設「ミカン下北」
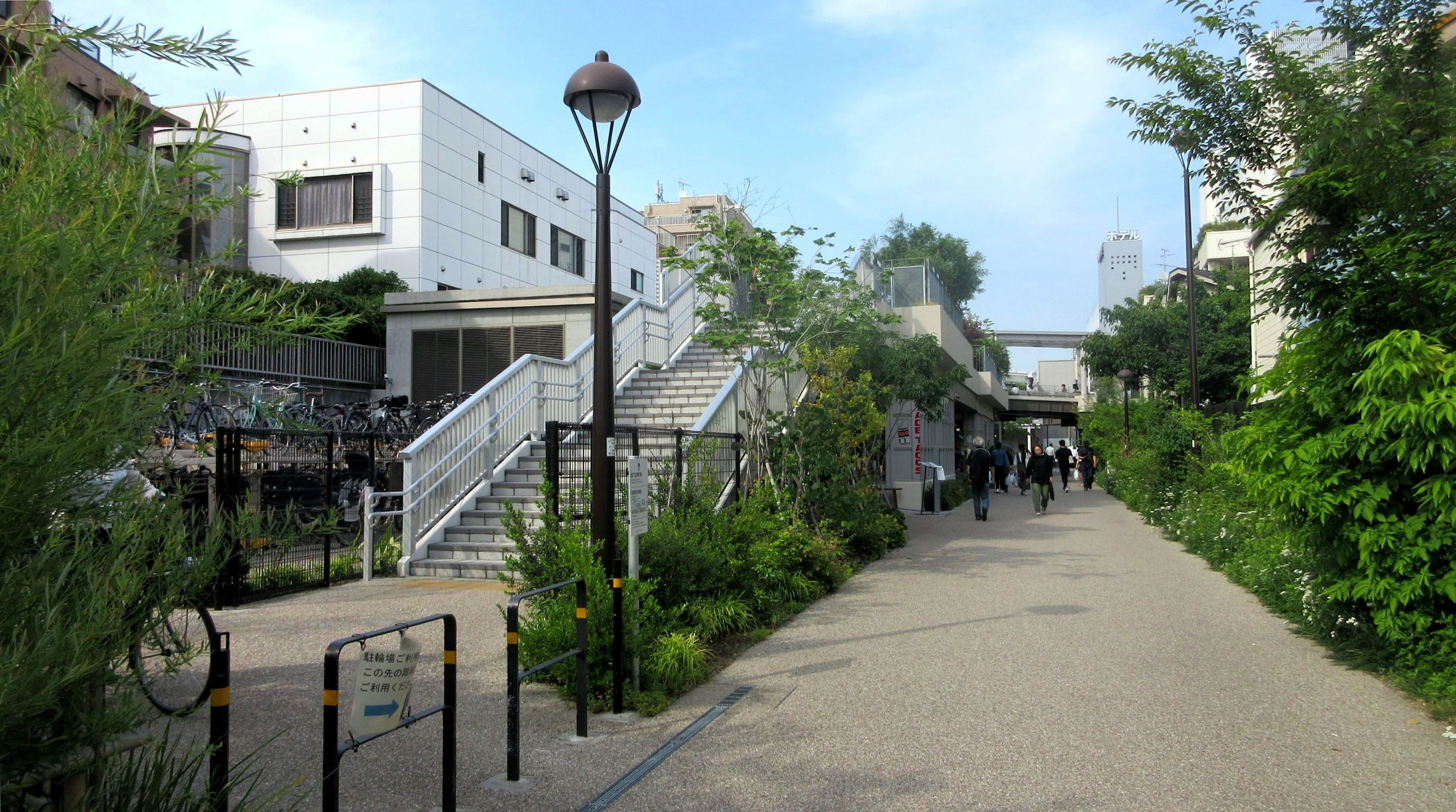
NANSEI PLUS ラウンジへと進む階段
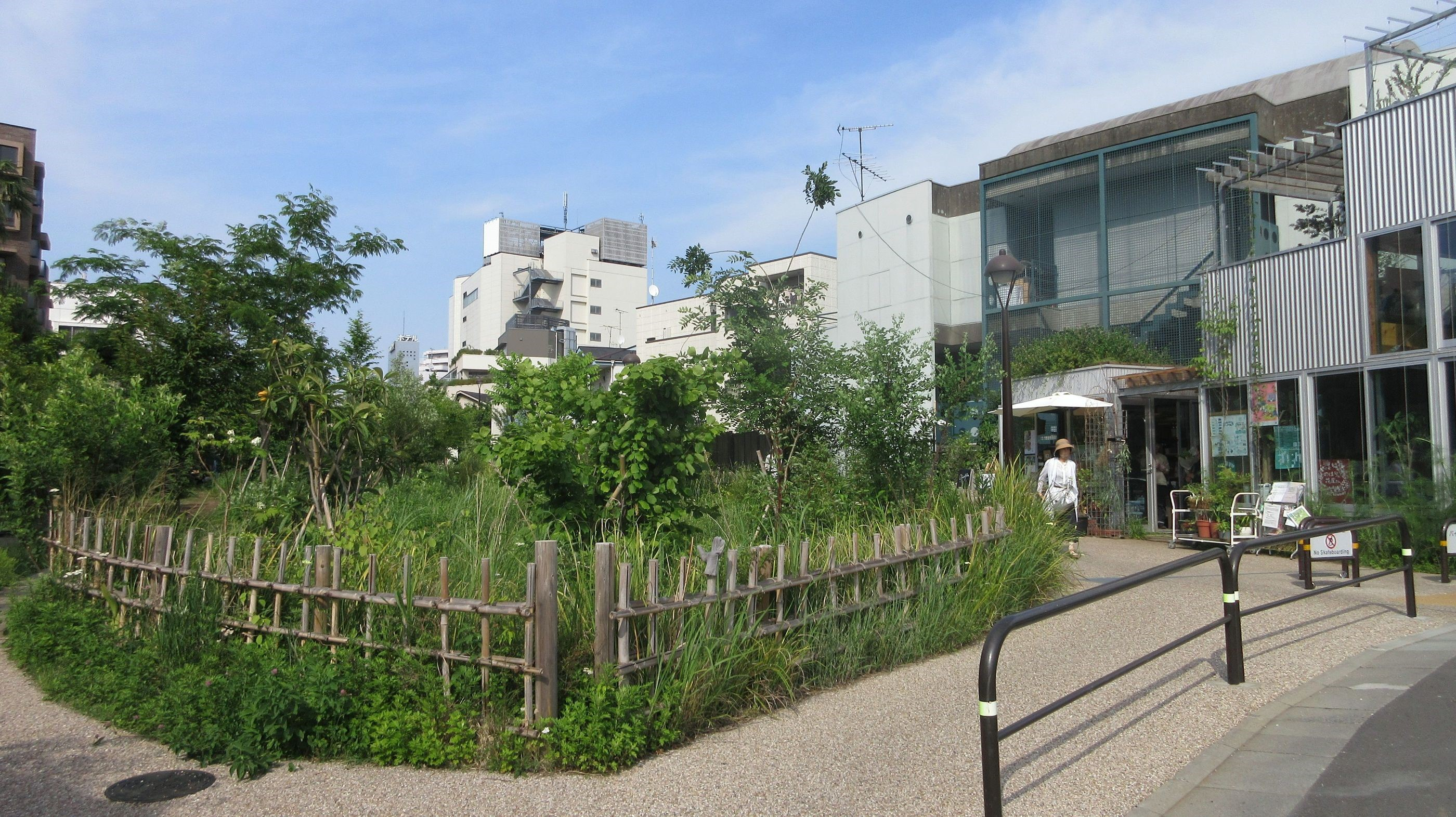
緑の空間「ののはら」
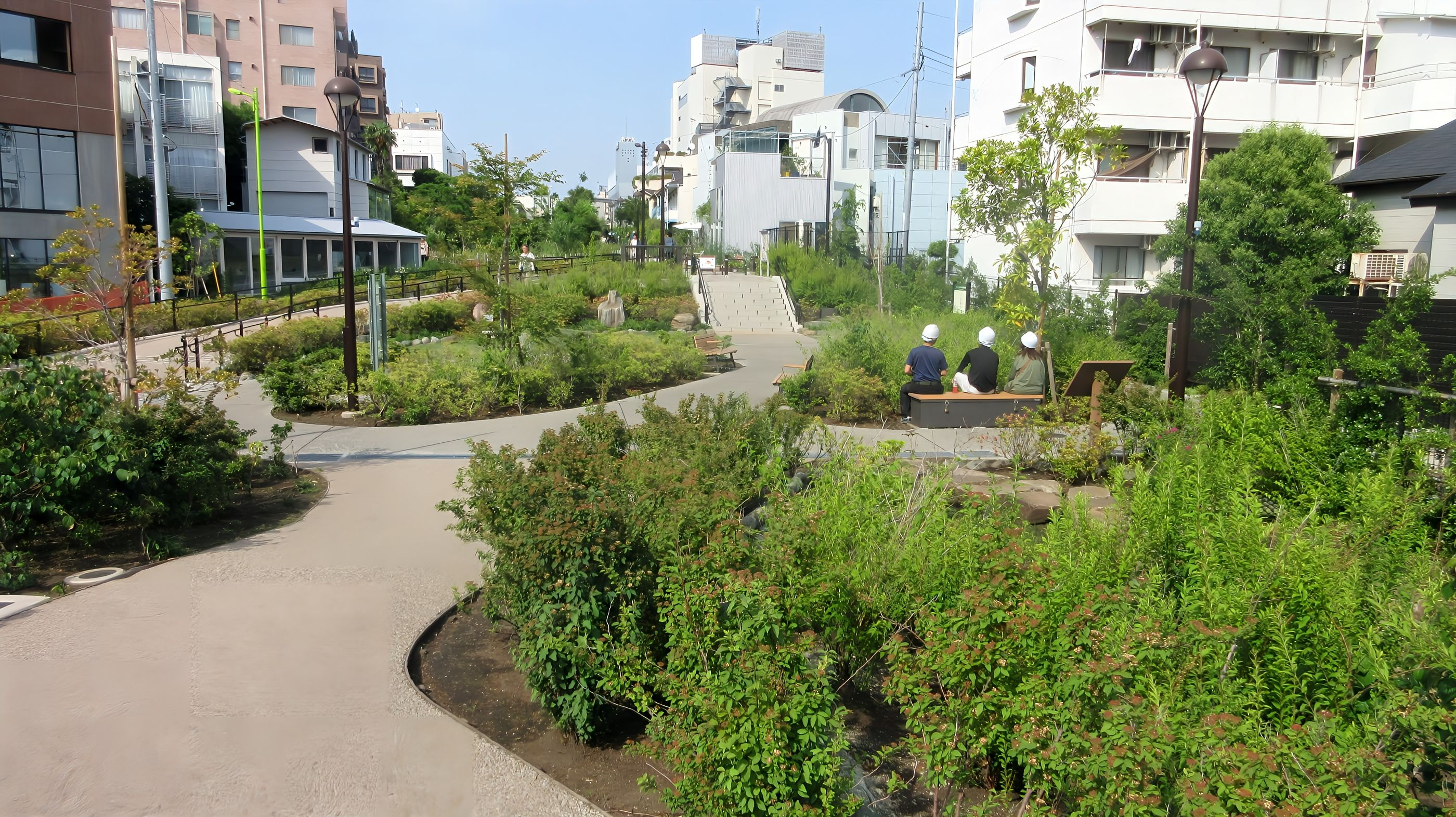
シモキタ雨庭広場

## 一般施設
主要なもののみ記載。
スーパーマーケット
- ダイエー 下北沢店
- ピーコックストア下北澤店（旧大丸ピーコック店。入居する下北沢駅前共同ビルの建て替えの為、2025年1月末に閉店予定）
- オオゼキ下北沢店
- 成城石井下北沢西口店
- まいばすけっと下北沢駅北店

金融機関
- 三井住友銀行
- 三菱UFJ銀行
- みずほ銀行
- 横浜銀行
- 東日本銀行
- ゆうちょ銀行
- イオン銀行
- 昭和信用金庫

## 文化施設
- 劇場
  - 本多劇場グループ
  - その他
    - ミニシアター・KYO
    - しもきた空間リバティ
    - アレイホール
- 映画館・ミニシアター
  - 短編映画館トリウッド
- ライブハウス

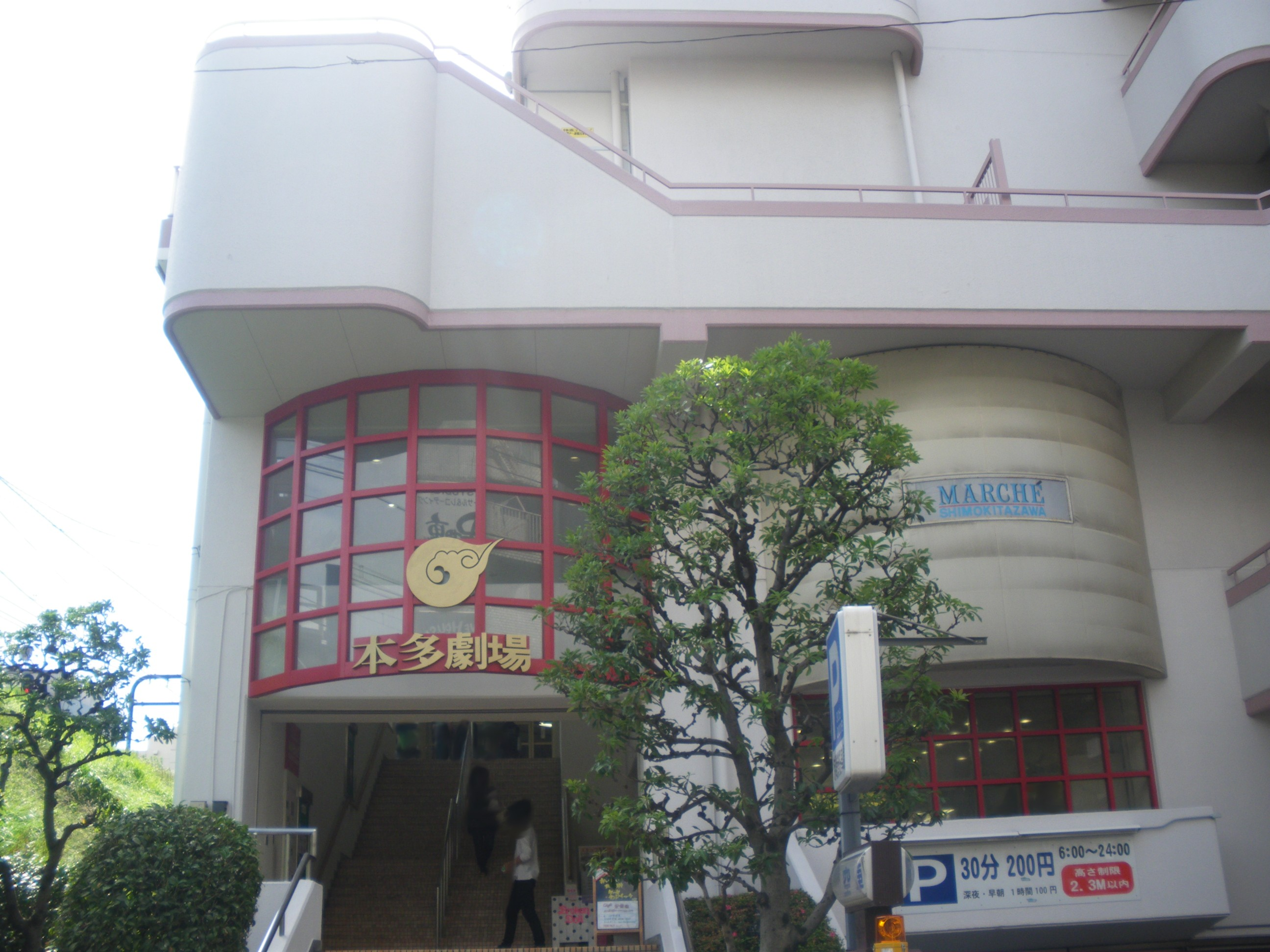
本多劇場

  - shimokitazawa GARDEN（500人）(2020年10月18日に閉店)
  - 下北沢CLUB 251（400人）
  - 下北沢Era（300人）
  - 下北沢MOSAiC（300人）
  - 下北沢SHELTER （250人）
  - 下北沢GARAGE (～150人)

他にも無数のライブハウスが存在する。
- ラジオ局
  - 下北FM（SFMホール「カフェ・エクスプレッサー」）

## 下北沢が舞台の作品
映画
- ざわざわ下北沢（2000年劇場公開）
- 男はソレを我慢できない（2006年7月 劇場公開）
- 東京フレンズThe Movie（2006年8月劇場公開）
- 劇場（2020年7月17日公開）[10]
- 街の上で（2021年4月9日劇場公開）[11]
- シモキタブレイザー（2024年2月16日劇場公開）

テレビドラマ・アニメ
- ありがとう第3シリーズ（1973年4月 - 1974年4月、TBS系） - 東北沢駅周辺
- 愛をください（2000年7月 - 9月、フジテレビ系）
- 魔法遣いに大切なこと（2003年1月 - 3月、テレビ朝日系、宮崎あおい）
- ホーリーランド（2005年4月 - 6月、テレビ東京）
- 下北GLORY DAYS（2006年4月 - 7月、テレビ東京系）
- 下北サンデーズ（2006年7月 - 9月、テレビ朝日系、原作・石田衣良、演出・堤幸彦）
- 下北ROOKIES（2008年）
- 魔法遣いに大切なこと 夏のソラ（2008年7月 - 9月、テレビ朝日系）
- 下北沢ダイハード（2017年7月 - 、テレビ東京）

漫画
- ぼっち・ざ・ろっく！（『まんがタイムきららMAX』2018年2月号 - 、芳文社、著・はまじあき）

小説
- 刺青殺人事件（1948年、高木彬光）

その他
- 東北沢5号（松田奈緒子・漫画）

## 下北沢駅周辺地区街づくり
東京都と小田急電鉄は、小田急線の複々線化及び連続立体交差事業（地下化）事業を進めた。
以前から下北沢駅周辺の市街地整備について地元商店街や町内会などの要望もあり、世田谷区も入って検討を重ねてきた。これは元々、日用品を求める地域住民等買物客の回遊性や安全性の向上が目的だった。さらに1990年代以降、阪神・淡路大震災等の発生、景観、治安、バリアフリーへの一層の重視、上記連続立体化などの進展などを背景に、区が2006年に策定した地区計画の主な内容は下記の通りである。
- 建築物の斜線制限を緩和することと引き替えに壁面線の指定や高さを規制すること、風俗系の用途の制限などを通じた街なみ景観の誘導等
- 建築物の壁面後退等を進め、補助54号線や世田谷区画街路10号線の新規整備にも整合させた、防災・防犯性、歩行者回遊性の向上

一方、こうした動きに対し、社会学者の吉見俊哉や音楽家の曽我部恵一らが反対を表明した。また、世田谷区都市計画審議会でも学識経験者らの委員から反対意見があった。日本建築学会は、都や区に見直しを求める要望書を提出した。現在は劇団、ライブハウス、パブ・スナックを中心に下北沢商業者協議会が組織され、反対運動が起きていた。都市再開発法の市街地再開発事業（一種・二種）は計画されていないが（2007年5月現在）、この事業は「再開発」と呼ばれる事が多い。
世田谷区は2012年2月2日、下北沢駅周辺開発に伴う道路用地買収費として17億5,100万円を計上した平成24年度一般会計当初予算案を発表した。
地区計画見直しを求める主張
一部の地域住民・文化人・来街者やそれを対象にした商店主等が主体。
- 補助54号線、区画街路10号線が、北側の商業地を背後の住宅地ごと分断し、商店の集客に係る環境を悪化させる。行政は、片側1車線という事を強調するが、逆に言えば、自動車が走行できない歩道や駐車帯が広く、車道以上に分断を押し進める。
- 上記道路、壁面線の指定、建物高さ規制の緩和は、農村時代の道路網が残る地における独特の「文化」の破壊をもたらす。
- 防災に関しては、以下の様に下北沢駅周辺の商店街の危険度は比較的低く（5段階中3程度）、隣接の住宅地の危険度が高く（5段階中4程度）表示されているという矛盾があり、重要性が低い。この問題は、小田急線が地下化した跡地を緑道とする事で十分なものである。
- 鉄道と路線バス等の連携を理由としたロータリーの設置という地域住民などからの要望は、終電後の時間帯、文化の観点からも、バス停等は駅から離れた場所に分散させた方がよく、不要である。
- 幹線道路や駅前ロータリー、連続立体化・複々線化は、高層化等と一体のもので、共に集客環境悪化、文化の破壊を進める。
  - ただし、小田急線の連続立体化・複々線化に関しては、梅ヶ丘駅周辺の一部地権者が起こした差止訴訟とは違い、見直しを求める側の一部もそれを前提にした街作りの代案を示している。

推進する側の主張
主に行政・一部の商店街の団体・地域住民やそれを対象にした商店主等。
- 過密した商店街や幅員が狭い道路は高齢者など周辺住民の買物の支障にもなっている。また、見通しが悪く、非常時には緊急車などの進入や緊急避難の妨げにもなり、周辺住宅地に延焼などの混乱が波及する恐れが強く、防災・防犯上の問題がある。
- 2つの私鉄の急行停車駅である下北沢駅には、バス・タクシーなどのアクセスを考慮した駅前広場およびアクセス道路（区画街路10号線）が必要である。
- 商店街に隣接する住宅地の居住環境への悪影響があり、都市計画の面からの対応が必要である。
- 補助54号線の計画は戦前（消滅した自治体である東京府管轄）からあり、路線計画地に隣接する北沢タウンホールの建設時等にも、計画の存在が考慮されている事実があるなど、地域住民には周知されているはずのものである。
- 見直し派がかつて推奨し採用された地下化であるが、地形面では下北沢駅部分が窪地故に高架化より急勾配になる上、それ相応のスペースが必要になるために用地面積も高架化に比べ有利とは言えず、地下化も差止訴訟の対象とされている。

こうした反対意見もあり、再開発に関しては、これまでの文化を活かす方向で進められた。失われたものもあるが、渋谷再開発ほど街の性格が変わらなかったという評価がある。

## その他の街づくり

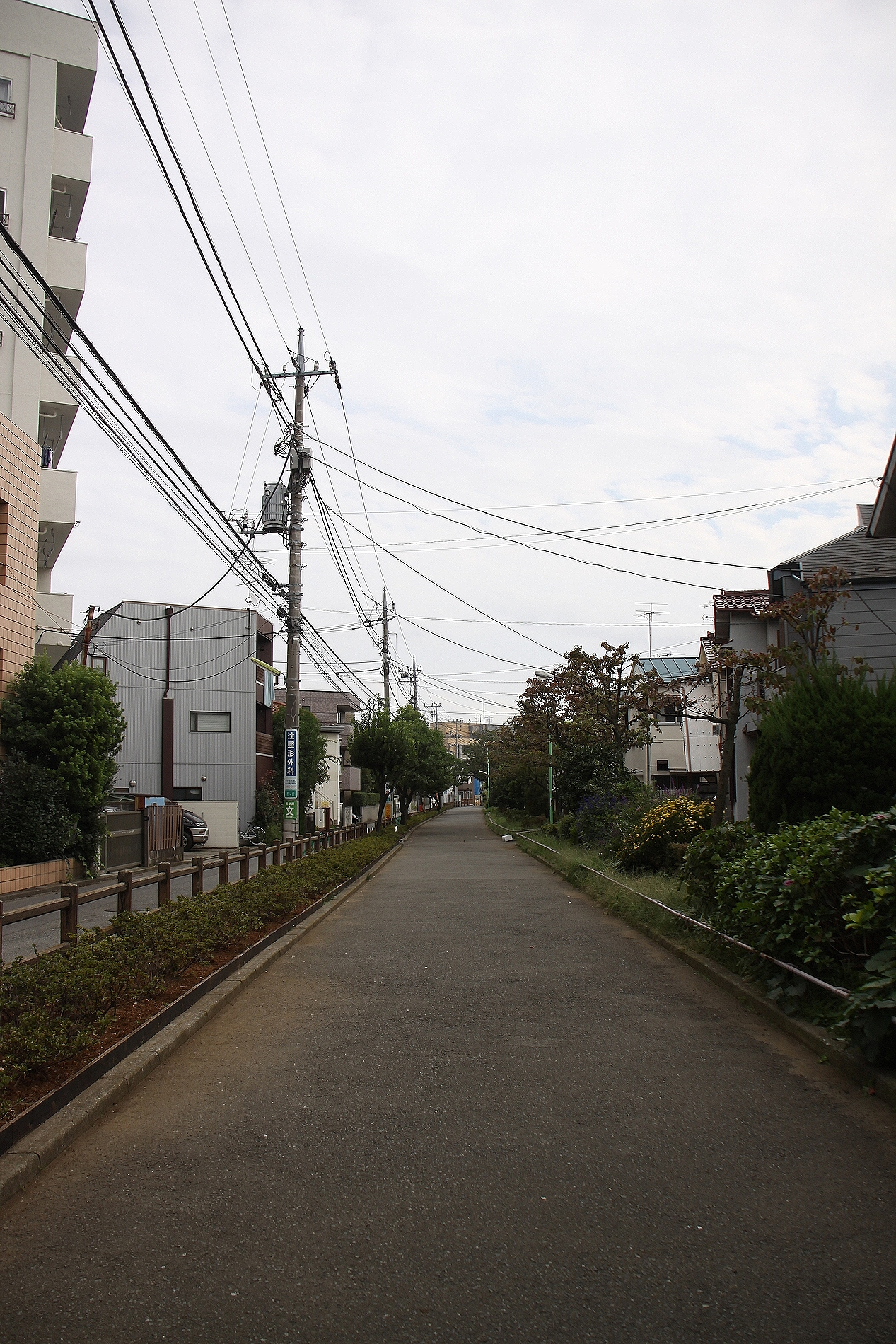
玉川上水第二緑道

上記の他にも、本地区には地区計画などが定められている箇所がある。

### 北沢三・四丁目地区 地区計画
下北沢駅周辺地区 地区計画の区域と隣接する。狭い道路が入り組み、木造住宅が建て並ぶ地域であり、財団法人東京都防災・建築まちづくりセンターが「震災復興まちづくり模擬訓練」を実施するなど、防災・防犯上の対策が特に求められている状況にある。
世田谷区が1992年に決定した地区計画では、現在、「土地利用の適正化、道路の整備、建築物の不燃化の促進、オープンスペースの確保等、修復型まちづくりを進めながら、快適な居住環境の形成、災害に強い市街地への誘導を図る。」とされている。

### 北沢五丁目・大原一丁目地区 防災街区整備地区計画
北沢五丁目と大原一丁目の各地内が範囲とされている。上記北沢三・四丁目地区 地区計画の区域と隣接する。区域内には中小規模の戸建住宅や共同住宅が多いが、一部に近隣商業地なども見られる。詳細は、大原 (世田谷区)を参照されたい。

## 出身・ゆかりのある人物
- 加賀卯之吉（商業通信社常務取締役）[21] - 三重県人で北沢に居住していた[21]。女優加賀まりこの祖父。
- 膳場喜作（地主）[22]
- 膳場小太郎（農業）[23]

## 町名として 世田谷区北沢
北沢（きたざわ）は、東京都世田谷区の北東部に位置する町名。現行行政地名は北沢一丁目から北沢五丁目。住居表示実施済区域。北沢地域に属する。

## 地理
北に渋谷区笹塚、渋谷区幡ヶ谷、東に渋谷区大山町、渋谷区上原、目黒区駒場、南に世田谷区代沢、西に世田谷区代田、世田谷区大原、に隣接している。

### 河川
- 北沢川 ｰｰｰ 暗渠

## 世帯数と人口

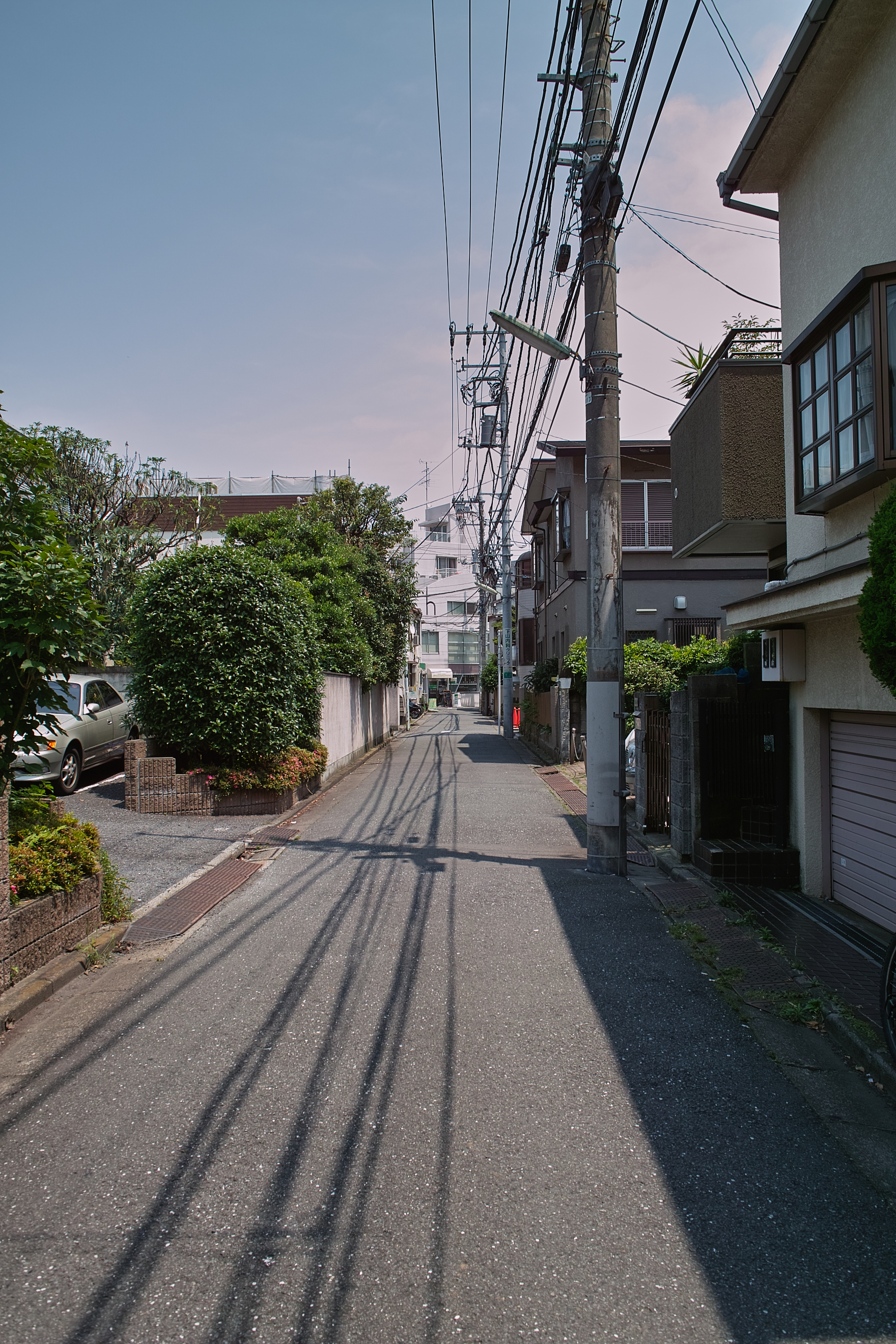
北沢の住宅街

2025年（令和7年）1月1日現在（世田谷区発表）の世帯数と人口は以下の通りである。
| 丁目       | 世帯数     | 人口     |
| ---------- | ---------- | -------- |
| 北沢一丁目 | 3,325世帯  | 5,272人  |
| 北沢二丁目 | 1,704世帯  | 2,372人  |
| 北沢三丁目 | 2,127世帯  | 3,201人  |
| 北沢四丁目 | 2,109世帯  | 3,438人  |
| 北沢五丁目 | 2,675世帯  | 4,164人  |
| 計         | 11,940世帯 | 18,447人 |

### 人口の変遷
国勢調査による人口の推移。
| 年                 | 人口   |
| ------------------ | ------ |
| 1995年（平成7年）  | 18,707 |
| 2000年（平成12年） | 18,749 |
| 2005年（平成17年） | 18,746 |
| 2010年（平成22年） | 19,024 |
| 2015年（平成27年） | 18,483 |
| 2020年（令和2年）  | 19,187 |

### 世帯数の変遷
国勢調査による世帯数の推移。
| 年                 | 世帯数 |
| ------------------ | ------ |
| 1995年（平成7年）  | 10,030 |
| 2000年（平成12年） | 10,801 |
| 2005年（平成17年） | 11,140 |
| 2010年（平成22年） | 11,521 |
| 2015年（平成27年） | 11,301 |
| 2020年（令和2年）  | 11,935 |

## 学区
区立小・中学校に通う場合、学区は以下の通りとなる（2024年8月現在）。
| 丁目       | 番地           | 小学校                 | 中学校               |
| ---------- | -------------- | ---------------------- | -------------------- |
| 北沢一丁目 | 全域           | 世田谷区立池之上小学校 | 世田谷区立富士中学校 |
| 北沢二丁目 | 5～8番         | 世田谷区立池之上小学校 | 世田谷区立富士中学校 |
| 北沢二丁目 | 22～40番       | 世田谷区立下北沢小学校 | 世田谷区立北沢中学校 |
| 北沢二丁目 | 1〜4番 9〜21番 | 世田谷区立代沢小学校   | 世田谷区立富士中学校 |
| 北沢三丁目 | 全域           | 世田谷区立下北沢小学校 | 世田谷区立北沢中学校 |
| 北沢四丁目 | 全域           | 世田谷区立下北沢小学校 | 世田谷区立北沢中学校 |
| 北沢五丁目 | 全域           | 世田谷区立下北沢小学校 | 世田谷区立北沢中学校 |

## 事業所
2021年（令和3年）現在の経済センサス調査による事業所数と従業員数は以下の通りである。
| 丁目       | 事業所数    | 従業員数 |
| ---------- | ----------- | -------- |
| 北沢一丁目 | 143事業所   | 976人    |
| 北沢二丁目 | 877事業所   | 7,175人  |
| 北沢三丁目 | 183事業所   | 772人    |
| 北沢四丁目 | 64事業所    | 343人    |
| 北沢五丁目 | 55事業所    | 439人    |
| 計         | 1,322事業所 | 9,705人  |

### 事業者数の変遷
経済センサスによる事業所数の推移。
| 年                 | 事業者数 |
| ------------------ | -------- |
| 2016年（平成28年） | 1,376    |
| 2021年（令和3年）  | 1,322    |

### 従業員数の変遷
経済センサスによる従業員数の推移。
| 年                 | 従業員数 |
| ------------------ | -------- |
| 2016年（平成28年） | 9,079    |
| 2021年（令和3年）  | 9,705    |

## 交通 (世田谷区北沢)

### 鉄道
| 街区内の駅(世田谷区北沢)                                                                |
| --------------------------------------------------------------------------------------- |
| 京王井の頭線 小田急小田原線 - 下北沢駅 (IN 05)(OH 06) 小田急小田原線 - 東北沢駅 (OH 05) |

### 路線バス
- - 小田急シティバス#三軒茶屋線

## その他

### 日本郵便
- 郵便番号 : 155-0031[25]（集配局 : 世田谷郵便局[36]）。